# 柴田保光
柴田 保光（しばた やすみつ、1957年8月20日 - 2022年10月9日）は、長崎県島原市出身のプロ野球選手（投手）・コーチ、解説者。
平成初のノーヒットノーランを達成している。

## 経歴
中学卒業後は進学せず就職する予定であったが、入社試験に落ちたので島原農業高への進学を決めた。
島原農業高に進学後は柔道部に入部したが、毎日のように投げられてばかりで嫌になった。顧問の先生に「退部させてください」と申し出たところ、「他の運動部に入るなら、許してやる」と返され、そこで、たまたま近所の先輩が所属していた軟式野球部を選んだ。当時の同校には硬式野球部がなかったため軟式野球部に所属し、本格的に野球を始めたのは高校時代からとなった。中学まで野球経験が無かったため、家にはバットもボールもなく、プロ野球中継も全く見たことが無かった。
入部後はセンターに遠投を命じられ、軽く120mほど投げたが、キャッチボールの相手が球を受けると痛がった。捕手の主将が受けると、柴田は力まかせに投げ、主将はミットを外し、突き指しそうになった指を見せた。主将が監督に「先生、こいつは地肩がえらく強かです。ピッチャーが向いとります」と進言し配置が決まり、柴田自身は退部のタイミングをうかがっていると、今度は2年になる3月にエースであった先輩が突然退部。監督からエースに指名されると、フォームを矯正され、変化球を教えてもらった。3年夏の県大会ではベスト4に進出、最後の秋の大会は惜しくも準優勝であったが、軟式では、県内一の速球投手という評判が立った。
夏過ぎからは就職で失敗しないため猛勉強し、東京消防庁、陸上自衛隊、郵便局の3つを受け、3つとも合格。東京消防庁は県内では7人しか合格せず、島原では1人だけであり、年が明け、消防士になるつもりで、専門書で勉強しようと思った矢先、丹羽鉦電機の池田和隆監督が自宅を訪ねる。池田も島原出身で、父親の義定は元プロ野球のスカウトであったが、凄い速球投手がいるという審判たちの評判を聞きつけて、息子に知らせてきた。
池田は翌日から立て続けに三度訪ね、その度に母は不機嫌になったが、四度目も来た。投手として見込みがある、給料だって消防庁にひけはとらないなど言って粘り、母が茶を出すため席を立った時、柴田は口が滑って「そうですかあ。じゃあ、やってみるかなあ」と答えてしまう。母は涙ぐんで嘆き、柴田はうつむいて何一つ抗弁できず、父は「お前の好きなようにすりゃいい」とこだわるところがなかった。地元の友人らはノンプロ入りを歓迎し、出発の前夜、15、6人が自宅に押しかけ、ビールや酒を飲みながら、夜の海に向かって大声で気勢を上げた。ごろ寝して朝を迎え、嘔吐した後に自宅を出発し、島原鉄道で諫早に出て、名古屋に向かった。
入部後に初めて硬球を握って「プロに行きたいな」と思い、毎日走り始めた。入社後のある大会で本田技研鈴鹿相手に投げたが、山本功児に本塁打を打たれた。柴田は「次は絶対、この人を抑えてやる」と思ったほか、「この人を抑えるのにはもっと球を速くしなくちゃいけないし、コントロールも良くしなくちゃ……」など色々と考えていたら、オイルショック後の不況で入社間もなくチームが解散。それでも池田は選手の有志と共に地元の九州で野球を続けることを考えてくれ、同じく九州出身で後に日本ハムで一緒にプレーする島田誠と共に「自分たちでクラブチームを作ろう」と言って九州に帰り、あけぼの通商を立ち上げる。池田の父・義定が前年に福岡県糟屋郡志免町に設立した会社であり、午前中は町営野球場でチーム練習を行い、午後はチーム存続のため近郊の住宅地で味噌や醤油、漢方薬を行商する生活を続けた。
会社に移るまで2ヶ月間は京都の和菓子店に住み込んで働き、その間、仕事を終えると、同僚と二人で京都の町を毎晩10km走った。
「あけぼの通商」は一軒家を改造し、玄関に小さな板で社名の看板があった。六、八畳の四部屋に二段ベッドが各二基、20人が寝泊まりできる独身寮になっていた。3〜4000円の月給を支払った残りは、全額、野球経費に回し、住宅費、食費は社が負担するという経営方針であった。
生活スタイルは午前7時、寮で朝食をとると、8時に近くの町営野球場に集合。正午まで練習し、寮に戻ると、シャワーを浴びて昼食をとり、1時間昼寝して、午後2時から仕事にかかった。トヨタ・ハイエース5台が用意され、3人1組になって近くの団地にセールスに出かけ、島原名産の1kg230円の味噌、1袋100円の海苔、漬物類を売った。筋力をつけるため、団地最上階の10階まで階段を上り、午後8時に戻ると、監督の夫人や母が食事を作ってくれたが、電気釜3個分で足りなかった。午後11時に素振りと腹筋をして一日が終わる生活であったが、漬物を手に売り歩く道すがら、話題は夢の舞台で活躍する憧れの野球人のことで、いつか自分も、と少年のようにあどけない表情で語り合った。給料は毎日の缶ジュース代で底をついたが、パンツとシャツ代は小金を貯めた。野球漬けの毎日は、野山を駆けずり回った少年時代を思い起こさせ、投手は下半身を鍛えるのが一番大切だと思い知った柴田は、朝5時に起きると、板付空港まで10kmほど走った。品物は売り尽くしたところで、単価が安く、儲けも少なかったため、食費や雑費を賄うだけで、監督一家の持ち出しは多く申し訳なく思った。練習試合ではよく勝ったが、公式戦では「旅費がないから負けろ」という理由で絶対に負けるチームであった。
それでも西武と日本ハムのスカウトが注目し、日本ハムからは2位で指名するという話もあったが結局来ず、1978年のドラフト2位で西武ライオンズに入団。初めに柴田は「東京には行きたくない」と言ったが、根本陸夫監督が「俺が最後まで見てやるから来い」と言った。
1979年は4月22日のロッテ戦（川崎）でプロ入り初登板・初先発を果たすが、4回1/3を自責点3で敗戦投手となりデビュー戦初勝利とはならなかった。その後は5月1日の近鉄戦（平和台）は先発で2回1/3自責点1で2敗目を喫し、同20日の近鉄戦（平和台）も先発したが、試合開始早々に4失点し1死しか取れずにKOされ3敗目を喫した。結果は出ていなかったが先発で起用され続け、6月20日の日本ハム戦（後楽園）で、6回4安打1失点の好投で待望のプロ初勝利を挙げた。その後も先発を任された試合があったが、勝ち星を積み重ねることはできず、その1勝のみで終わった。球は速いが制球難もあり一軍定着はできず、林義一二軍バッテリーコーチからは「雨の中で傘をクルッと回すと、雨の滴が少し遅れて傘のあとをついていくでしょう。」と手の使い方を教わった。
1982年の中日との日本シリーズには1試合のみ登板し、その後は広岡達朗監督が抑えとしてテストした時に打ち込まれて失格の烙印を押されてしまった。
1983年オフに江夏豊との交換トレードで木村広と共に日本ハムファイターズへ移籍。金山勝巳二軍投手コーチのアドバイスでサイドスロー気味のスリークォーターに投球フォームを変更したところ、制球力が大幅に向上。ストレートの球速は130km/h台と遅くはなったが、内外角にスライダー、シュート、カーブと多彩な変化球でかわす技巧派ピッチングスタイルへと変身を遂げた。
1985年にはローテーションに定着し2桁勝利を挙げ、同年は阪急戦2完封を含む最多完封投手となった。同年の阪急は共に200本塁打以上の阪神・近鉄を含めても両リーグで最多の758得点を挙げ、無得点は他に10月10日の西武戦で3人の継投による零封負けを喫した1試合のみであった。
1987年には右肘に血行障害を発症し、左太ももの静脈を切り取り右脇下の動脈に移植するという大手術を受け、1988年には復帰。
1990年4月25日の近鉄戦で東京ドーム初、及び平成初となるノーヒットノーランを記録した。この試合では1四球を与えたが併殺でしのぎ、打者計27人を相手に成し遂げた準完全試合であった。32歳8ヶ月での達成は、林を破る史上最年長記録であった。試合後はテレビ朝日「ニュースステーション」に出演し、その足で知人らと祝福の酒盛りに出かけ、留守宅には記者が殺到した。
1991年の防御率は1位の西武・渡辺智男に0.13及ばなかった2位であった。
オフには信州の山に籠もり、体をいじめ抜いたが、1994年の春季キャンプ前日、雪の中を清瀬市の自宅からいつも通りにランニングした帰り道、心筋梗塞の発作に見舞われる。虚血性心疾患で入院したが、柴田は「まだ投げられる」と思っていて、実際にも退院後は練習も再開。しかし、最終的に担当医が「プロ野球復帰は断念してください」と、首を縦には振らなかった。引退試合は9月29日のロッテ戦（東京D）で始球式という形で行われ、同年限りで監督を退任する大沢啓二が試合終了後最下位を詫びてマウンドで土下座した試合でもあった。ダイエーの球団専務をしていた根本が「お前、FAしろ。俺が面倒見るから」と言って来たが、柴田は「根本さんに迷惑かけるからやめておきます」と言って行かなかった。
引退後は日本ハム一軍投手コーチ（1995年 - 1997年）→J SPORTS解説者（1998年 - 1999年）を経て、2000年からは什器のレンタル・リース業最大手である「株式会社山元」に入社し、営業課リーダーを務め、後に所沢商品センターに勤務。営業部ではハンガーや棚など数千種に上る百貨店什器の寸法から形や色まで全部覚え、鞄にカタログを積んで東京中を走り回った。
2022年10月9日夕方、不整脈のため埼玉県内の病院で死去。翌10日に元所属球団の日本ハムファイターズより公表された。65歳没。

## 人物
- プロ2年まで同僚であった野村克也は著書の中で「腕の振りがムチのようになって、ボールをリリースする瞬間の指のかかり具合とか見ていて惚れ惚れした。将来、西武の屋台骨を支える投手になるだろう思っていたら、その後、フォームが変わっていてスピード、キレが落ちていて彼の良さが消えていた。なぜフォーム変えたのかと聞いたら投手コーチからフォームの変更を言われたそうだが、移籍先の日本ハムで二桁勝利を3度したがフォームを変えなかったらもっと凄い投手になっていただろうし、フォーム変更を止められなかったことを後悔している」[13]と記している。
- 1991年の雲仙普賢岳の大噴火により故郷の島原が大災害に遭った時に、しばらくの間試合前に自ら先頭に立って義捐金を募る運動を行っていた。
- 全盛期には強打のライオンズキラーとして、西武黄金期の打線を抑え込むことも度々あった。打線の援護に恵まれることが少なく「悲運のエース」と呼ばれた。また、同僚の田村藤夫捕手に絶対の信頼を寄せ、お立ち台ではしばしば田村のリードを称賛していた。
- 年度によっての勝ち数のムラがあり、同僚で津野浩、西崎幸広といったエースがいたが、数年にわたり先発ローテーションの一角として活躍した。
- イチローとは1992年と1993年に対戦し通算10打数無安打に抑えている。

## 詳細情報

### 年度別投手成績
| 年 度      | 球 団      | 登 板 | 先 発 | 完 投 | 完 封 | 無 四 球 | 勝 利 | 敗 戦 | セ 丨 ブ | ホ 丨 ル ド | 勝 率 | 打 者 | 投 球 回 | 被 安 打 | 被 本 塁 打 | 与 四 球 | 敬 遠 | 与 死 球 | 奪 三 振 | 暴 投 | ボ 丨 ク | 失 点 | 自 責 点 | 防 御 率 | W H I P |
| ---------- | ---------- | ----- | ----- | ----- | ----- | -------- | ----- | ----- | -------- | ----------- | ----- | ----- | -------- | -------- | ----------- | -------- | ----- | -------- | -------- | ----- | -------- | ----- | -------- | -------- | ------- |
| 1979       | 西武       | 18    | 9     | 0     | 0     | 0        | 1     | 3     | 0        | --          | .250  | 221   | 47.0     | 55       | 8           | 22       | 1     | 4        | 21       | 1     | 0        | 34    | 26       | 4.98     | 1.64    |
| 1980       | 西武       | 15    | 6     | 0     | 0     | 0        | 1     | 3     | 0        | --          | .250  | 192   | 42.2     | 40       | 9           | 30       | 1     | 3        | 25       | 0     | 0        | 34    | 31       | 6.49     | 1.64    |
| 1981       | 西武       | 38    | 2     | 0     | 0     | 0        | 4     | 1     | 1        | --          | .800  | 400   | 93.2     | 79       | 10          | 46       | 0     | 3        | 72       | 1     | 0        | 37    | 34       | 3.26     | 1.33    |
| 1982       | 西武       | 13    | 3     | 0     | 0     | 0        | 1     | 2     | 0        | --          | .333  | 147   | 35.1     | 35       | 5           | 13       | 1     | 0        | 30       | 0     | 1        | 20    | 18       | 4.63     | 1.36    |
| 1983       | 西武       | 12    | 0     | 0     | 0     | 0        | 1     | 1     | 0        | --          | .500  | 89    | 21.1     | 17       | 2           | 9        | 0     | 2        | 22       | 0     | 0        | 8     | 8        | 3.38     | 1.22    |
| 1984       | 日本ハム   | 15    | 4     | 2     | 1     | 0        | 3     | 1     | 0        | --          | .750  | 208   | 48.1     | 46       | 6           | 17       | 0     | 2        | 40       | 0     | 0        | 30    | 29       | 5.40     | 1.30    |
| 1985       | 日本ハム   | 36    | 24    | 13    | 3     | 2        | 11    | 13    | 1        | --          | .458  | 792   | 194.2    | 168      | 25          | 57       | 0     | 6        | 160      | 0     | 1        | 77    | 71       | 3.28     | 1.16    |
| 1986       | 日本ハム   | 33    | 21    | 7     | 1     | 1        | 14    | 9     | 4        | --          | .609  | 666   | 159.2    | 165      | 15          | 34       | 0     | 7        | 104      | 0     | 0        | 63    | 60       | 3.38     | 1.25    |
| 1987       | 日本ハム   | 16    | 6     | 1     | 0     | 0        | 2     | 3     | 7        | --          | .400  | 210   | 50.1     | 49       | 5           | 11       | 0     | 4        | 21       | 0     | 0        | 20    | 19       | 3.40     | 1.19    |
| 1988       | 日本ハム   | 15    | 8     | 0     | 0     | 0        | 3     | 7     | 0        | --          | .300  | 220   | 52.1     | 49       | 4           | 11       | 1     | 4        | 29       | 0     | 0        | 28    | 21       | 3.61     | 1.15    |
| 1989       | 日本ハム   | 34    | 25    | 7     | 2     | 1        | 9     | 12    | 0        | --          | .429  | 730   | 177.1    | 160      | 16          | 45       | 1     | 8        | 95       | 1     | 0        | 78    | 74       | 3.76     | 1.16    |
| 1990       | 日本ハム   | 27    | 27    | 12    | 1     | 1        | 12    | 10    | 0        | --          | .545  | 815   | 202.1    | 168      | 21          | 47       | 2     | 7        | 150      | 0     | 1        | 76    | 70       | 3.11     | 1.06    |
| 1991       | 日本ハム   | 23    | 23    | 8     | 3     | 3        | 9     | 9     | 0        | --          | .500  | 701   | 174.0    | 146      | 14          | 38       | 1     | 9        | 116      | 2     | 0        | 51    | 48       | 2.48     | 1.06    |
| 1992       | 日本ハム   | 26    | 26    | 10    | 1     | 1        | 6     | 12    | 0        | --          | .333  | 786   | 191.0    | 174      | 20          | 46       | 1     | 5        | 123      | 1     | 0        | 72    | 67       | 3.16     | 1.15    |
| 1993       | 日本ハム   | 25    | 23    | 4     | 2     | 2        | 7     | 11    | 0        | --          | .389  | 554   | 131.2    | 125      | 15          | 34       | 1     | 7        | 76       | 2     | 0        | 59    | 52       | 3.55     | 1.21    |
| 通算：15年 | 通算：15年 | 346   | 207   | 64    | 14    | 11       | 84    | 97    | 13       | --          | .464  | 6731  | 1621.2   | 1476     | 175         | 460      | 10    | 71       | 1084     | 8     | 3        | 687   | 628      | 3.49     | 1.19    |

- 各年度の太字はリーグ最高

### 表彰
- 月間MVP：1回 （投手部門：1990年4月）
- 東京ドームMVP：1回 （1991年）

### 記録
初記録
- 初登板・初先発：1979年4月22日、対ロッテオリオンズ前期3回戦（川崎球場）、4回1/3を3失点で敗戦投手
- 初奪三振：同上、1回裏に有藤道世から
- 初勝利・初先発勝利：1979年6月20日、対日本ハムファイターズ前期13回戦（後楽園球場）、6回1失点
- 初セーブ：1981年6月25日、対ロッテオリオンズ前期13回戦（川崎球場）、7回裏に3番手で救援登板・完了、3回無失点
- 初完投勝利・初完封勝利：1984年9月10日、対西武ライオンズ24回戦（西武ライオンズ球場）、5回無失点（6回表無死雨天コールド）

節目の記録
- 1000投球回数：1990年6月9日、対福岡ダイエーホークス8回戦（北九州市民球場）、2回裏2死目に達成
- 1000奪三振：1992年9月15日、対千葉ロッテマリーンズ22回戦（東京ドーム）、9回表に青柳進から　※史上86人目
- 1500投球回数：1993年4月18日、対オリックス・ブルーウェーブ3回戦（東京ドーム）、4回表2死目に達成　※史上135人目

その他の記録
- ノーヒットノーラン：1990年4月25日、対近鉄バファローズ2回戦（東京ドーム）　※史上57人目
- 5イニング未満の投球で先発勝利：1982年10月2日、対日本ハムファイターズ後期13回戦（後楽園球場）、4回0/3を6失点（5回終了雨天コールド）　※雨天コールドによるものはプロ2人目
- オールスターゲーム出場：3回 （1985年、1986年、1991年）

### 背番号
- 41 （1979年）
- 12 （1980年 - 1983年）
- 13 （1984年 - 1994年）
- 73 （1995年 - 1997年）